# Sternaspis scutata
Sternaspis scutata är en ringmaskart som beskrevs av Camillo Ranzani 1817. Sternaspis scutata ingår i släktet Sternaspis och familjen Sternaspidae. Arten har ej påträffats i Sverige. Inga underarter finns listade i Catalogue of Life.